# Phocas Nikwigize
Phocas Nikwigize (Muhango, 23 d'agost de 1919 - 30 de novembre de 1996) va ser un religiós ruandès, bisbe de Ruhengeri de 1968 a 1996.
Fou ordenat sacerdot el 25 de juliol de 1948. Va ser nomenat bisbe de la diòcesi de Ruhengeri i va ser ordenat bisbe el 30 de novembre de 1968. Nikiwigize va romandre en aquest càrrec fins a la seva jubilació el 5 de gener de 1996. El 27 de novembre de 1996, viatjava per tornar a entrar a Ruanda amb missioners quan va ser capturat pels membres d'un Exèrcit Patriòtic de Ruandès i se'l va considerar mort el 30 de novembre de 1996.